# Пономарёв, Дмитрий Дмитриевич

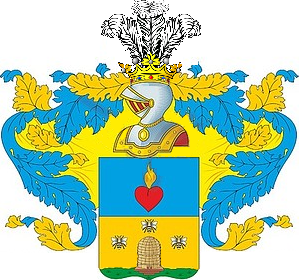
Герб рода Пономаревых. Пожалован Дмитрию Дмитриевичу Пономареву.

Дмитрий Дмитриевич Пономарёв (20 [31] октября 1784, Далматов, Пермское наместничество — 30 января [11 февраля] 1844, Санкт-Петербург) — надворный советник; владелец Холуницких чугунно-плавильных и железо-делательных заводов и поместий в Костромской, Пензенской и Тобольской губерниях.

## Биография
Дмитрий Пономарёв родился в семье экономических крестьян 20 (31) октября 1784 года в городе Далматове Далматовского уезда Пермского наместничества, ныне город Далматово — административный центр Далматовского муниципального округа Курганской области. Происходил из крестьянских детей, приписанных к Далматовскому Успенскому монастырю и исключённых из податного сословия. Об образовании сведений не имеется, но, как можно предположить из его сохранившихся писем,  получил домашнее образование. 
С 1801 года служил в Перми в Казённой палате копиистом, затем подканцеляристом, канцеляристом. С 1806 года — коллежский актуариус в Волынском губернском правлении. В 1807 году поступил в 3-ю Экспедицию для ревизии Государственных счетов, произведён в губернские секретари, в 1810 году — в коллежские секретари. С 1812 года — асессор в Пермской казённой палате; в 1813 году произведён в титулярные советники. С 1817 года — чиновник Министерства финансов по Департаменту разных податей и сборов, с 1818 — советник в Пермской казённой палате по отделению питейного сбора.
В 1834 году по прошению жалован гербом и дипломом на дворянское достоинство, был записан в первую часть Родословной книги дворянских родов по Костромской губернии; по выходе в отставку получил чин надворного советника.
В 1838 году купил с торгов в Московском губернском правлении Холуницкие заводы в Вятской губернии. В его владения также входили: село Благовещенское, деревня Соловьиха, деревня Кладовка, сёла Люнда, Шалдежка в Варнавинском уезде Костромской губернии, поместье в Пензенской губернии. В 1837 году переселил в деревню Чёрная Речка Тобольской губернии 24 семьи крепостных крестьян из Костромской и 37 семей из Пензенской губерний.
Дмитрий Дмитриевич Пономарёв умер 30 января (11 февраля) 1844 года, похоронен на Тихвинском кладбище города Санкт-Петербурга, ныне кладбище находится в округе Лиговка-Ямская Центрального района города Санкт-Петербурга.
На средства, пожертвованные Д. Д. Пономарёвым, 6 (18) сентября 1863 года в Шадринске был учреждён первый городской банк — «Общественный Пономарёва банк в городе Шадринске». Банк открыт с основным капиталом в 15000 рублей, пожертвованным для этой цели Д.Д. Пономаревым. В его духовном завещании 1841 года говорится: «… прошу супругу мою учредить в г. Далматове или г. Шадринске банк под моим именем … с тем, чтобы в случае учреждения банка в Шадринске жители заштатного города Далматова пользовались ссудами и вкладами в оный своих капиталов…». На основании постановления Наркомата финансов от 2 декабря 1918 года «О ликвидации городских общественных банков» банк был национализирован.

## Награды
- Орден Святого Владимира IV степени, 12 (24) марта 1820 года
- Орден Святого Станислава двух степеней (II степень 27 июля (8 августа)  1834 года)
- Орден Святой Анны III степени, 18 (30) апреля 1819 года
- Знак отличия беспорочной службы за XV лет[2][5].

## Семья
Крестьяне Пономаревы из Далматова ведут свой род от первого пономаря Введенской церкви женского монастыря Антона Иванова сына (1642/1647 — между 1710 и 1719). В одной переписи он отмечен как Устюженин (1710 год), в другой - Двинянинов (1709 год). С ревизии 1719 года дети его пишутся как Пономаревы
- Прадед, Миней Антонов сын Пономарев (1702/1703—1755)
  - Дед, Харитон Минеев сын Пономарёв (1736—?), читать и писать умеющий
  - Бабушка, Александра Васильева дочь  (1736—?)
    - Отец, Дмитрий Харитонов сын Пономарёв (1759—?)
    - Мать, Анна Иванова дочь (1757—?)
      - Брат Георгий (1779—?)
      - Брат Иван (1787—?)
      - Сестра Федосья Ломтева (1788—?)
      - Сестра Параскева (1790—?)
      - Брат Платон (1792—?), губернский секретарь
      - Брат Федор (1795—?)
- Жена  Анастасия Петровна (26 февраля (9 марта)  1794 года — 7 (19) февраля 1859 года). Надворная советница вдова А. П. Пономарёва упоминается как владелица села Подлипичье и суконной фабрики в Суровцево Московской губернии[7].
- Дети: 
  - Сын Александр (23 августа (4 сентября)  1818 года — 22 мая (3 июня)  1875 года), полковник, служил «по армейской кавалерии» и «ведомству Министерства внутренних дел»[8], кавалер знака отличия: военного ордена Св. Георгия за № 84522, бронзовой медали в память минувшей войны 1853-1856 г. на Андреевской ленте, Персидского ордена Льва и Солнца 2-й ст. со звездою, креста За службу на Кавказе и креста на шее св. Нины как член 1-го разряда общества Восстановленияя христианства на Кавказе
  - Сын Дмитрий (3 (15) ноября 1820 года — 7 (19) ноября 1835 года)[9]
  - Дочь Лидия (30 ноября (12 декабря)  1821 года — 13 (25) марта 1853 года), супруга генерал-лейтенанта Алексея Николаевича Астафьева (30 января (11 февраля)  1806 года — после 1873). Их дети:
    - Внучка Софья (1840—1855)
    - Внук Николай (1842—14 (26) января 1889 года), генерал-майор. Был женат на княжне Елене Давидовне Чавчавадзе (1850—1929), дочери генерал-лейтенанта князя Давида Александровича Чавчавадзе. У них трое детей: Нина (1877—?), Лидия (1878—?) и Дмитрий (1884—?).
    - Внук Дмитрий (?—1843)
    - Внучка Анастасия (1843—?)
    - Внук Александр (?—1852)
    - Внучка  Лидия (1853—?)

  - Сын Фёдор (2 (14) августа 1833 года — август 1834)[10].